# Từ đồng nguyên giả
Từ đồng nguyên giả là những cặp từ có vẻ giống nhau vì chúng cùng đồng âm và cùng giống nghĩa với nhau, nhưng có từ nguyên khác nhau. Những cặp từ này có thể được viết bằng cùng một ngôn ngữ hoặc hai ngôn ngữ khác nhau ngay cả khi chúng cùng một nhóm ngôn ngữ. Ví dụ, từ tiếng Anh dog và tiếng Mbabaram dog có chính xác cùng một nghĩa và cách phát âm rất giống nhau, nhưng trùng khớp hoàn toàn. Tương tự, much trong tiếng Anh và mucho trong tiếng Tây Ban Nha có nghĩa giống nhau thông qua các gốc từ tiếng Ấn-Âu nguyên thủy khác biệt hoàn toàn, tương tự với have và haber. Tránh nhầm lẫn với các từ đồng nguyên giả về mặt ngữ âm, những cặp từ trong hai ngôn ngữ có cách phát âm giống nhau nhưng khác nghĩa và chúng có hoặc không thể cùng gốc với nhau.
Mặc dù những cặp từ cùng gốc giả không có gốc từ chung nhưng vẫn có thể có mối liên hệ gián tiếp giữa chúng (ví dụ như bằng phương pháp trùng khớp ngữ âm-ngữ nghĩa hoặc từ nguyên dân gian).

## Hiện tượng
Hai hiện tượng từ đồng nguyên giả về mặt ngữ nghĩa và về mặt ngữ âm có sự khác biệt với nhau. Hiện tượng về mặt ngữ âm xảy ra khi từ trong cả hai ngôn ngữ hoặc phương ngữ khác nhau trông giống nhau, nhưng khác nghĩa. Trong khi một số cặp khác cũng là cặp từ cùng gốc giả, nhiều cặp từ là thật. Ví dụ, từ tiếng Anh pretend và tiếng Pháp prétendre có cách phát âm tương tự nhau, nhưng khác nghĩa (tức là, không phải là cặp từ cùng gốc giả) dù chúng có cùng nguồn gốc.